# Carabus gigas duponcheli
Carabus (Procerus) gigas duponcheli – podgatunek biegacza olbrzymiego, chrząszcza z rodziny biegaczowatych.

## Taksonomia
Takson ten opisany został w 1831 roku przez Pierre’a F.M.A. Dejeana, jako Carabus duponcheli. Epitet gatunkowy nadano na cześć Philogène'a A.J. Duponchela, który odłowił holotyp. W przeszłości klasyfikowany był jako osobny gatunek w rodzaju Procerus.

## Opis
Biegacz ten osiąga od 40 do 50 mm długości ciała. Od C. gigas gigas różni się przypłaszczonymi u szczytu pokrywami oraz przedpleczem wydłużonym i silniej zafalowanym ku przodowi niż ku nasadzie.

## Biologia i ekologia
Chrząszcz bezskrzydły. Jego pożywienie stanowią duże gatunki ślimaków, np. z rodzaju Helix, których muszle kruszy za pomocą silnych żuwaczek.

## Rozprzestrzenienie
Gatunek endemiczny dla Peloponezu w południowej Grecji.